# كوسموس أرينا
كوسموس أرينا هو ملعب لكرة القدم في سامارا، روسيا، قيد الإنشاء. الملعب هو أحد الأماكن لكأس العالم لكرة القدم 2018. سيطلق عليه اسم سامارا أرينا خلال كأس العالم. وسيستضيف أيضاً نادي كريليا سوفيتوف الذي ينتمي للدوري الروسي الممتاز، حيث سيحل محل ملعب ميتالورغ. وستبلغ سعته 44,918 متفرج. أعلنت سلطات سامارا عن عطاءاتها للتصميم في أواخر عام 2012 بتكلفة تقدر بمبلغ 320 مليون دولار.

## التاريخ
في البداية، تم التخطيط لبناء الملعب على بصق نهري فولغا وسامارا. تراوحت مساحة الموقع بين 27-40 هكتاراً. كان هذا المشروع هو الذي تم تقديمه والموافقة عليه من قبل خبراء الإتحاد الدولي لكرة القدم. لكن بعض المهندسين المعماريين والمطورين والمخططين الحضريين وأفراد من سمارا كانوا متشككين بشأن إمكانية بناء ملعب على بصق نهري فولغا وسامارا بسبب التكلفة العالية والبعد المفرط عن مطار كوروموخ الدولي والقيود المفروضة على التطوير. في ضوء ذلك، بعد الزيارة وعرض المشروع الأولي من قبل ممثلي الفيفا، بدأ النظر في عدة مواقع أخرى.
في 21 يوليو 2014، شارك الرئيس الروسي فلاديمير بوتين، في حفل وضع حجر الأساس، الذي أطلق بناء الملعب. كما حضر الحفل وزير الرياضة الروسي فيتالي موتكو والحاكم السابق لمنطقة سامارا نيكولاي ميركوشكين.
في 21 أبريل 2018، أعلن نائب رئيس الوزراء الروسي فيتالي موتكو الانتهاء من بناء الملعب والبدء الرسمي لتشغيله اعتبارًا من 25 أبريل 2018. في 28 أبريل، أقيمت أول مباراة كرة قدم في الملعب.
كان من المفترض في البداية أن يشغل مشروع المجمع الرياضي مساحة 27 هكتارًا، لكن السلطات غيرت المشروع وزادت المساحة إلى 240 هكتارًا.
في 3 أبريل 2021، تم تغيير اسم الملعب رسميًا إلى ملعب التضامن (الروسية: Солидарность Арена) بموجب اتفاقية مدتها ثلاث سنوات مع البنك الذي يحمل نفس الاسم.

## وصف الملعب
يقع الملعب في أعلى نقطة في سامرا. الملعب مكون من مستويين من العشب الطبيعي وملعب كرة القدم مجهز بتدفئة صناعية وأنظمة ري أوتوماتيكية. يتكون من 4 طبقات:
- حوامل مفتوحة للطبقتين العلوية والسفلية.
- طبقتين من صناديق المتفرجين المغلقة (سكاي بوكس).
- 5 طبقات من الفضاء تحت المدرجات.
- قاعدة بيضاوية الشكل.

قبة الملعب عبارة عن هيكل مسبق الصنع يتكون من 32 وحدة تحكم مثبتة على شكل هرمي بارتفاع 21.4 مترًا. الوزن الإجمالي لسقف الساحة 13 ألف طن. تبلغ مساحة السطح الإجمالية 76 ألف متر مربع. ارتفاع الملعب 60 م.
قطر الملعب يتجاوز قطر ملعب موسكو لوجنيكي ويبلغ حوالي 330 مترا.
على ارتفاع 44 مترًا من أرضية الملعب، تتدلى شاشات من الهياكل المعدنية لقبة الملعب. تبلغ مساحة كل لوحة 172 مترًا مربعًا، وحجمها 18×9.6 مترًا.
الملعب به مقاعد مخصصة للزوار الذين يعانون من زيادة الوزن. للمعاقين، تم تجهيز 38 مصعدًا لراحة الوصول إلى المدرجات، بالإضافة إلي توفير سلالم مع طلاء خاص مانع للانزلاق ودرابزين أمان، ومداخل ذات عرض أكبر وبدون عتبات، وتخصيص مناطق مراقبة خاصة في المدرجات حيث توجد مساحة للكراسي المتحركة والأشخاص المرافقين.
في نوفمبر 2014، تلقى مشروع الملعب تقييمًا عاليًا في مجال توفير الطاقة والبيئة من الشركة الدولية جي إل إل.